# Theobald I. (Lothringen)
Theobald I. (* um 1191; † 1220) aus dem Haus Châtenois war Herzog von Lothringen von 1213 bis zu seinem Tod. Er war der Sohn des Herzogs Friedrich II. und der Agnes von Bar.
Theobald kämpfte am 4. Juli 1214 in der Schlacht von Bouvines auf Seiten des Kaisers Otto IV.; er wurde gefangen genommen, aber bald wieder befreit.
1216 unterstützte er Erard I., Graf von Brienne, in seinem Streit mit Theobald IV., Graf von Champagne, der wiederum König Philipp II., König Friedrich II. und Heinrich II., Graf von Bar, hinter sich hatte. Für Friedrich II., den Lehnsherrn Lothringens, war Theobalds Handeln eine Straftat, die er mit der Besetzung von Rosheim ahndete, das er selbst Theobalds Vater gegeben hatte. Theobald antwortete 1218, indem er Rosheim zurückeroberte und das Elsass verwüstete. Friedrich wiederum zögerte nicht, in Lothringen einzufallen und Nancy niederzubrennen, Theobalds Hauptstadt. Anschließend belagerte und eroberte er die Burg von Amance, in die Theobald sich geflüchtet hatte. Theobald wurde gefangen und gezwungen, seine Unterstützung für Erard von Brienne und mehrere Herrschaften aufzugeben, um die Freiheit zurückzuerhalten.
Um das Jahr 1215 hatte er Gertrud, einziges Kind und Erbin von Graf Albert II. von Dagsburg, geheiratet. Aus dem Recht seiner Gattin wurde er Graf von Dagsburg und Metz. Die Ehe blieb kinderlos.
Sein Nachfolger als Herzog von Lothringen wurde sein Bruder Matthäus II., während seine Witwe die Ehefrau seines Rivalen Theobald, Graf von Champagne, wurde. Da Theobald von Champagne aber nicht deren Grafschaften Dagsburg und Metz erhielt, verstieß er Gertrud bald wieder, die die Grafschaft Dagsburg durch dritte Ehe mit Simon von Leiningen an die Leininger brachte. Die Grafschaft Metz fiel an das Hochstift Metz.

## Weblink
- genealogie-mittelalter.de: Theobald I. Archiviert vom Original am 25. März 2009; abgerufen am 1. Juni 2012.

| Vorgänger               | Amt                                          | Nachfolger                                      |
| ----------------------- | -------------------------------------------- | ----------------------------------------------- |
| Friedrich II.           | Herzog von Lothringen 1213–1220              | Matthäus II.                                    |
| Albert II. von Dagsburg | Graf von Dagsburg (de iure uxoris) 1215–1217 | Simon von Leiningen                             |
| Friedrich II.           | Graf von Metz (de iure uxoris) 1215–1217     | Konrad III. von Scharfenberg (Bischof von Metz) |

| Personendaten    | Personendaten         |
| ---------------- | --------------------- |
| NAME             | Theobald I.           |
| KURZBESCHREIBUNG | Herzog von Lothringen |
| GEBURTSDATUM     | um 1191               |
| STERBEDATUM      | um 1217               |